# Homer C. LaGassey sr.
Homer C. LaGassey sr. (Amesbury, 11 april 1902 – Pompano Beach, april 1982) was een Amerikaanse componist, muziekpedagoog, dirigent en pianist.

## Levensloop
LaGassey werd na het behalen van zijn diploma's vanaf 1920 muziekpedagoog aan openbare scholen in Detroit. Verder was hij supervisor en dirigent gedurende de zomercursussen in het National Music Camp, Interlochen. Eveneens in de zomer reisde hij samen met zijn broer Oscar - die zich LaGasse schreef - een tubaïst en hoornist in het Detroit Symphony Orchestra en nog een muzikant regelmatig naar Europa, waar zij als trio musiceerden. Verder trad hij met de Tommy Dorsey Band op. In 1962 ging hij met pensioen.
Van de componist LaGassey zijn een paar werken bekend; vier voor harmonieorkest, een lied en een pedagogisch werk. LaGassey was van 1956 tot 1958 voorzitter van de Michigan Music Educators Association (MMEA).

## Composities

### Werken voor harmonieorkest
- 1941 Sequoia - A Tone Painting
- 1956 Sea Portrait - A Tone Painting[3]
- 1967 Boca Toccata
- Western Glorified, voor samenzang en harmonieorkest[4]

### Vocale muziek

#### Liederen
- 1934 My Dearborn Darling, I'm in love with you, voor zangstem en piano - tekst: Reginald Bovill

### Pedagogische werken
- samen met: Hazel Baker en Bernard Silverstein: Tune tech: class method featuring tunes and techniques for the violin, 1945.